# Pseudochirella scopularis
Pseudochirella scopularis är en kräftdjursart som först beskrevs av Georg Ossian Sars 1905.  Pseudochirella scopularis ingår i släktet Pseudochirella och familjen Aetideidae. Inga underarter finns listade i Catalogue of Life.